# Memorie Dal Futuro
Memorie Dal Futuro és el segon EP del grup japonès Mono. El va publicar la discogràfica de Cameron Crowe, Vinyl Films, el 12 de setembre de 2006, en una edició limitada de 2.500 còpies.
Memorie dal Futuro va ser enregistrat per Steve Albini durant les sessions que van produir el seu quart àlbum d'estudi: You Are There.

## Llistat de pistes
| Núm. | Títol                                          | Durada |
| ---- | ---------------------------------------------- | ------ |
| 1.   | «Memorie dal Futuro»                           | 9:40   |
| 2.   | «Due Foglie, Una Candela: Il Soffio del Vento» | 3:50   |